# Рок-Айленд (Вашингтон)
Рок-Айленд (англ. Rock Island) — місто (англ. city) в США, в окрузі Дуглас штату Вашингтон. Населення — 1279 осіб (2020).

## Географія
Рок-Айленд розташований за координатами 47°22′26″ пн. ш. 120°8′18″ зх. д. / 47.37389° пн. ш. 120.13833° зх. д. (47.374011, -120.138416).  За даними Бюро перепису населення США в 2010 році місто мало площу 1,95 км², з яких 1,59 км² — суходіл та 0,36 км² — водойми. В 2017 році площа становила 2,53 км², з яких 2,12 км² — суходіл та 0,41 км² — водойми.

## Демографія
Згідно з переписом 2010 року, у місті мешкало 788 осіб у 262 домогосподарствах у складі 179 родин. Густота населення становила 405 осіб/км².  Було 277 помешкань (142/км²).
Расовий склад населення:
| - 63,7 % — білих - 0,8 % — чорних або афроамериканців - 0,5 % — корінних американців - 0,1 % — вихідців з тихоокеанських островів - 0,1 % — азіатів - 32,6 % — осіб інших рас |

До двох чи більше рас належало 2,2 %. Частка іспаномовних становила 51,4 % від усіх жителів.
За віковим діапазоном населення розподілялося таким чином: 32,1 % — особи молодші 18 років, 58,6 % — особи у віці 18—64 років, 9,3 % — особи у віці 65 років та старші. Медіана віку мешканця становила 32,5 року. На 100 осіб жіночої статі у місті припадало 114,1 чоловіків;  на 100 жінок у віці від 18 років та старших — 113,1 чоловіків також старших 18 років.
Середній дохід на одне домашнє господарство  становив 43 015 доларів США (медіана — 38 229), а середній дохід на одну сім'ю — 47 454 долари (медіана — 47 969). Медіана доходів становила 27 321 долар для чоловіків та 22 237 доларів для жінок. За межею бідності перебувало 18,2 % осіб, у тому числі 20,1 % дітей у віці до 18 років та 13,8 % осіб у віці 65 років та старших.
Цивільне працевлаштоване населення становило 376 осіб. Основні галузі зайнятості: сільське господарство, лісництво, риболовля — 30,6 %, освіта, охорона здоров'я та соціальна допомога — 14,1 %, роздрібна торгівля — 9,6 %, транспорт — 7,7 %.